# Pauline Holdstock
Pauline Holdstock (* 1948) ist eine in England geborene kanadische Essayistin und Verfasserin von historischen Romanen, die 2005 den Ethel Wilson Fiction Prize für ihren Roman Beyond Measure erhielt.

## Leben
Pauline Holdstock wurde 1948 im Vereinigten Königreich geboren. Sie kam 1974 nach Kanada und lebt seitdem in Vancouver, British Columbia.
Ihr Roman The Blackbird's Song (1987) stand 1987 auf der Shortlist für den Books in Canada First Novel Award. Der 2003 erschienene historische Roman Beyond Measure war für den Scotiabank Giller Prize nominiert, gewann jedoch den zu den BC Book Prizes gehörenden Ethel Wilson Fiction Prize.
Pauline Holdstock betätigt sich darüber hinaus als Essayistin und Literaturkritikerin. Sie unterrichtete Kreatives Schreiben an der Victoria School of Writing, der University of Victoria und am Banff Centre Wired Writing Studio.
Nicht etwa einer ihrer preisgekrönten oder nominierten Romane wurde ins Deutsche übersetzt, sondern ihr zweites Werk, die Novelle The burial ground unter dem Titel Der Bestattungsplatz sogar im Erscheinungsjahr der Originalausgabe 1991.
A rare and curious gift basiert lose auf dem Leben der Renaissance-Malerin Artemisia Gentileschi, die versucht erfolgreich das Studio ihres Vaters zu übernehmen, während sie gleichzeitig den Anfeindungen ihrer männlichen Umwelt widersteht und ihre Anziehungskraft auf den Bildhauer Matteo Tassi ausübt.

## Werk
Romane, Novellen und Erzählungen
- The Blackbird's Song. Simon & Pierre, Toronto 1987, ISBN 0-88924-191-0.
- The Burial Ground (1991), ISBN 0-921586-25-6 (Novelle)
  - Der Bestattungsplatz. Übersetzung durch Peter Baum, Baum, Idstein/im Taunus 1991, ISBN 3-9802155-6-3.
- House. Beach Holme Publishers, Victoria, British Columbia 1994, ISBN 0-88878-353-1
- Swimming from the Flames. Turnstone Press, Winnipeg 1995, ISBN 0-88801-182-2 (Kurzgeschichten)
- The Turning. New Star Books, Vancouver 1996, ISBN 0-921586-53-1.
- Valentine's day : women against men : stories of revenge. Duck Editions, London 2000.
- Beyond Measure (2003), ISBN 1-896951-49-X (in den Vereinigten Staaten unter dem Titel A Rare and Curious Gift veröffentlicht, W.W. Norton, New York 2005)
- The World of Light Where We Live. In: The Malahat Review. Sommer 2006.
- Into the Heart of the Country. HarperCollins, Toronto 2011, ISBN 978-1-55468-634-6.

Essays
- Mortal Distractions. Thistledown Press, Saskatoon, Sask. 2004, ISBN 1-894345-66-5.

## Auszeichnungen und Nominierungen
- 1987: Shortlist: Books in Canada First Novel Award für Blackbird's Song
- 2000: Prairie Fire Personal Journalism Prize
- 2002: Federation of BC Writers Literary Rites Prize
- 2005: Nominierung Scotiabank Giller Prize für Beyond Measure
- 2005: Ethel Wilson Fiction Prize, für Beyond Measure
- 2006: Novella Contest Winner für The World of Light Where We Live verliehen von The Malahat Review[2]